# Cvitan Galić
Cvitan Galić (29 de noviembre de 1909 - 6 de abril de 1944) fue un as de la aviación croata durante la Segunda Guerra Mundial.
Galić nació el 29 de noviembre de 1909 en la aldea de Gorica, cerca de Ljubuski. Terminó la escuela primaria en la ciudad de Sovići. A fines de la década de 1920 fue trasladado a la Real Fuerza Aérea Yugoslava y terminó su formación como piloto en la academia de Mostar durante 1932.
Durante la invasión de Yugoslavia, él estuvo en Kosor, cerca de Mostar; posteriormente voló a Senj donde se incorporó a la recién formada Fuerza Aérea del Estado Independiente de Croacia. Se incorporó a la Legión Croata y se dirigió cerca de Nürnberg Fürth, a una formación especial, antes de ir hacia el Frente Oriental, como parte de la escuadrilla 15/JG 52, una rama croata adjunta a la Jagdgeschwader 52 de la Luftwaffe. 
Galić se anotó 38 victorias confirmadas en el aire y completó 2 viajes enteros con la Legión Croata. Él fue galardonado con la  Cruz de Oro alemana el 23 de junio de 1943. De Alemania también recibió la Cruz de Hierro 1 ª clase y 2 ª Clase.
Fue abatido por Spitfires de la Fuerza Aérea Sudafricana el 6 de abril de 1944, en el aeródromo de Zaluzani cerca de Banja Luka cuando una bomba golpeó su Morane-Saulnier MS406. Acababa de aterrizar momentos antes, después de completar un patrullaje y fue en el momento en que salió de la cabina de su avión cuando ocurrió el ataque.